# جری باربر
جری باربر (انگلیسی: Jerry Barber؛ ۲۵ آوریل ۱۹۱۶ – ۲۳ سپتامبر ۱۹۹۴) یک گلف‌باز بود.